# Avoise
Avoise és un municipi francès situat al departament del Sarthe i a la regió de País del Loira. L'any 2007 tenia 526 habitants.

## Demografia

### Població
El 2007 la població de fet d'Avoise era de 526 persones. Hi havia 222 famílies de les quals 70 eren unipersonals (27 homes vivint sols i 43 dones vivint soles), 82 parelles sense fills, 66 parelles amb fills i 4 famílies monoparentals amb fills.
La població ha evolucionat segons el següent gràfic:
Habitants censats

### Habitatges
El 2007 hi havia 312 habitatges, 230 eren l'habitatge principal de la família, 61 eren segones residències i 21 estaven desocupats. 309 eren cases i 1 era un apartament. Dels 230 habitatges principals, 165 estaven ocupats pels seus propietaris, 61 estaven llogats i ocupats pels llogaters i 5 estaven cedits a títol gratuït; 16 tenien dues cambres, 49 en tenien tres, 72 en tenien quatre i 94 en tenien cinc o més. 161 habitatges disposaven pel capbaix d'una plaça de pàrquing. A 97 habitatges hi havia un automòbil i a 113 n'hi havia dos o més.

### Piràmide de població
La piràmide de població per edats i sexe el 2009 era:
| Homes | Edats   | Dones |
| ----- | ------- | ----- |
| 0     | 95 o +  | 0     |
| 0     | 90 a 94 | 0     |
| 0     | 85 a 89 | 4     |
| 0     | 80 a 84 | 4     |
| 4     | 75 a 79 | 8     |
| 12    | 70 a 74 | 4     |
| 36    | 65 a 69 | 20    |
| 8     | 60 a 64 | 8     |
| 4     | 55 a 59 | 12    |
| 12    | 50 a 54 | 12    |
| 16    | 45 a 49 | 16    |
| 32    | 40 a 44 | 12    |
| 12    | 35 a 39 | 20    |
| 24    | 30 a 34 | 28    |
| 20    | 25 a 29 | 8     |
| 8     | 20 a 24 | 16    |
| 12    | 15 a 19 | 28    |
| 12    | 10 a 14 | 20    |
| 16    | 5 a 9   | 8     |
| 16    | 0 a 4   | 12    |

## Economia
El 2007 la població en edat de treballar era de 343 persones, 272 eren actives i 71 eren inactives. De les 272 persones actives 246 estaven ocupades (139 homes i 107 dones) i 27 estaven aturades (15 homes i 12 dones). De les 71 persones inactives 28 estaven jubilades, 21 estaven estudiant i 22 estaven classificades com a «altres inactius».

### Ingressos
El 2009 a Avoise hi havia 232 unitats fiscals que integraven 529,5 persones, la mediana anual d'ingressos fiscals per persona era de 16.656 €.

### Activitats econòmiques
Dels 12 establiments que hi havia el 2007, 1 era d'una empresa extractiva, 1 d'una empresa de fabricació d'altres productes industrials, 2 d'empreses de construcció, 4 d'empreses de comerç i reparació d'automòbils, 1 d'una empresa d'hostatgeria i restauració, 2 d'empreses de serveis i 1 d'una empresa classificada com a «altres activitats de serveis».
L'únic servei als particulars que hi havia el 2009 era una fusteria.
L'únic establiment comercial que hi havia el 2009 era una botiga de menys de 120 m².
L'any 2000 a Avoise hi havia 23 explotacions agrícoles que ocupaven un total de 1.168 hectàrees.

## Equipaments sanitaris i escolars
El 2009 hi havia una escola elemental integrada dins d'un grup escolar amb les comunes properes formant una escola dispersa.

## Poblacions més properes
El següent diagrama mostra les poblacions més properes.